# Międzynarodowy Festiwal Chóralny „Mundus Cantat Sopot”
Międzynarodowy Festiwal Chóralny Mundus Cantat Sopot – festiwal chóralny, odbywający się w maju każdego roku w Sopocie. Pierwsza edycja odbyła się w 2005 roku. Festiwal gromadzi corocznie artystów z całego świata, prezentujących zróżnicowane style muzyczne. Celem konkursu jest podjęcie dialogu z krajami Europy i świata.
Festiwal Mundus Cantat jest jednym z największych, tego rodzaju, przedsięwzięć na terenie Polski, w którym biorą udział chóry dziecięce, młodzieżowe oraz dorosłe z całego świata i gdzie międzynarodowe jury przyznaje nagrody w trzech kategoriach muzycznych: muzyka sakralna, świecka, gospel, jazz i spirituals. Poza dyplomami: złotym, srebrnym oraz brązowym przyznawanymi w każdej kategorii, najlepsze chóry stają również co roku do rywalizacji o nagrodę Grand Prix – statuetkę Sopockiej Mewy.
Elementami charakterystycznymi festiwalu są setki uczestników z całego świata, biorące udział w kilometrowej paradzie chórów trasą słynnego „Monciaka” oraz dziesiątki wydarzeń festiwalowych w Trójmieście i zaprzyjaźnionych festiwalowi miastach w ciągu całego roku. Obok spontanicznych flash mobów, koncertów z muzyką różnych narodów, Mundus Cantat to również warsztaty wokalne i dyrygenckie. Wszystkie wydarzenia festiwalowe odbywają się w niepowtarzalnym otoczeniu, m.in. w muszli koncertowej przy sopockim molo, Teatrze Leśnym w Gdańsku oraz na dziedzińcu Zamku Średniego w Malborku.
Głównymi organizatorami festiwalu są Fundacja Mundus Cantat, Urzędy Miast Sopotu i Gdańska, Bałtycka Agencja Artystyczna BART oraz Chór Festiwalowy SSW Mundus Cantat. Do partnerów należą Akademia Muzyczna w Gdańsku oraz Gdański Archipelag Kultury. Dyrektorem artystycznym festiwalu jest ceniony w środowisku Marcin Tomczak, profesor Akademii Muzycznej w Gdańsku.

## Organizatorzy
- Fundacja MUNDUS CANTAT
- Urząd Miasta Sopotu
- Chór Festiwalowy Sopockiej Szkoły Wyższej MUNDUS CANTAT

## Uczestnicy
W festiwalu mogą brać udział tylko chóry amatorskie: chóry żeńskie, męskie, mieszane duże, kameralne, zespoły wokalne dorosłych do 24 osób, chóry młodzieżowe żeńskie, męskie i mieszane do 24 lat, chóry dziecięce. Zespoły rywalizują w trzech kategoriach:
- Kategoria A – muzyka sakralna a cappella
- Kategoria B – muzyka ludowa
- Kategoria C – spirituals, gospel, jazz

## Laureaci Grand Prix
- 2005 – Chór Imusicapella z Filipin
- 2006 – Mieszany Akademicki Chór Harding University Chorus Searcy z USA
- 2007 – Kameralny Chór Fermata z Kielc
- 2008 – Akademicki Chór Singing Ambassadors z Filipin
- 2009 – Młodzieżowy Chór Adolfa Fredrika ze Szwecji
- 2010 – Akademicki Chór UST Singers z Filipin
- 2011 – Zespół Śpiewaków SYC z Singapuru
- 2012 – Kameralny Chór Akademii Muzycznej w Gdańsku
- 2013 – Chór Młodzieżowy COLLEGIUM JUVENUM z Olsztyna
- 2014 – Gaia Philharmonic Choir z Japonii